# Psittacara
Psittacara es un género de aves de la familia Psittacidae. 

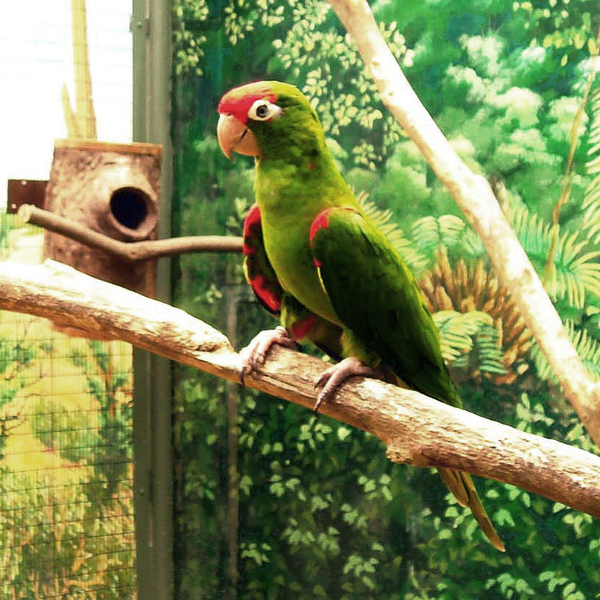
(Psittacara wagleri).

Sus especies habitan bosques y selvas en regiones templadas y cálidas de América Central y del norte y centro de América del Sur, y son denominadas comúnmente loros, cotorras o calancates.
Hasta el año 2013, todas sus especies eran colocadas en el género Aratinga, el cual fue seccionado en 4 géneros al detectarse, sobre la base de análisis de ADN mitocondrial, su polifilia.
Este género de loros se ha visto muy amenazado a nivel mundial por el tráfico ilegal de especies, disminuyendo drásticamente sus poblaciones en medios naturales y siendo introducidos a otros lugares del mundo. No son especies de tenencia legal y están protegidos por ley.

## Taxonomía
Este género fue descrito originalmente en el año 1825 por el zoólogo y político irlandés Nicholas Aylward Vigors.
Especies
Se subdivide en  especies:  
- Psittacara holochlorus (Sclater, 1859) -
- Psittacara strenuus (Ridgway, 1915) -
- Psittacara wagleri (G.R. Gray, 1845) -
- Psittacara mitratus (von Tschudi, 1844) -
- Psittacara erythrogenys Lesson, 1844 -
- Psittacara finschi (Salvin, 1871) -
- Psittacara leucophthalmus (Statius Muller, 1776) -
- Psittacara euops (Wagler, 1832) -
- Psittacara chloropterus Souancé, 1856 -
- Psittacara rubritorquis Scatler, PL 1887 -
- Psittacara brevipes Lawrence 1871 -
- Psittacara frontatus Cabanis, 1846 -
- †Psittacara maugei Souancé, 1856 -